# Nephrotoma breviorcornis
Nephrotoma breviorcornis är en tvåvingeart som först beskrevs av Doane 1908.  Nephrotoma breviorcornis ingår i släktet Nephrotoma och familjen storharkrankar. Inga underarter finns listade i Catalogue of Life.